# Galiteuthis phyllura
Galiteuthis phyllura är en bläckfiskart som beskrevs av Berry 1911. Galiteuthis phyllura ingår i släktet Galiteuthis och familjen Cranchiidae. Inga underarter finns listade i Catalogue of Life.